# Ampoule au néon

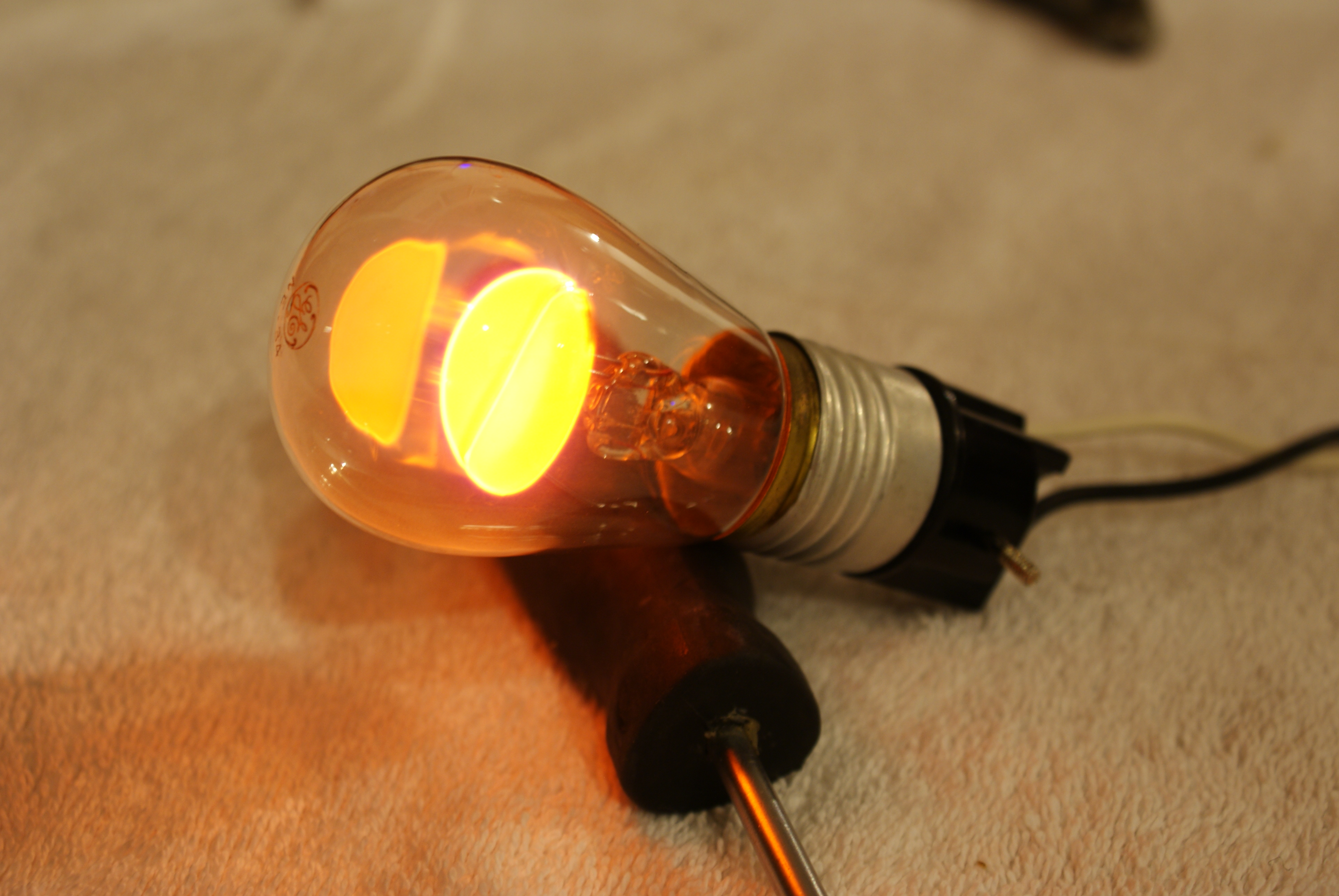
Une ampoule au néon General Electric NE-34, fabriquée vers 1930.

Une ampoule au néon est un tube de petite taille (1 à 2 cm) contenant deux électrodes et du gaz néon, et généralement utilisé en série avec une résistance de forte valeur. Elle permet d’obtenir une lueur rouge-orangée avec un très faible courant électrique et sert en général de lampe témoin ou pour éclairer le bouton des interrupteurs poussoirs électriques, de façon à les trouver facilement dans l’obscurité.